# Raymix Soccer Club
O Raymix Soccer Club é um clube de futebol das Ilhas Virgens Americanas sediado em Saint Thomas. Sua primeira participação registrada no campeonato das ilhas foi na temporada 2008–09, mas somente na temporada 2014–15 conseguiu títulos (a Saint Thomas League e a President's Cup).

## Títulos
- St. Thomas League: 2014–15
- USVI Soccer Association President's Cup: 2014[1]